# Liskamm
O Liskamm ou Lyskamm é uma montanha dos Alpes valaisanos a leste do Cervino e a oeste do Monte Rosa, na fronteira Itália-Suíça, entre o Vale de Aosta, da Itália de um lado e cantão do Valais, na Suíça do outro.
Na realidade o Liskamm é formado por dois cumes; o oriental com 4527 m e o ocidental com 4479 m, respetivamente o 8.º e 11.º dos cumes dos Alpes com mais de 4000 m, e que estão ligados por uma aresta de 2 km. É esta aresta que serve de linha de fronteira Itália-Suíça entre o Vale de Aosta e o cantão do Valais.

## Ascensões
- 19 de agosto de 1861 - primeira ascensão por W.E. Hall, J.F. Hardy, J.A. Hudson, C.H. Pilkington, A.C. Ramsay, T. Rennison, F. Sibson et R.M. Stephenson, com J.-P. Cachat, Franz Josef Lochmatter (1825-1897), Karl Herr, Stefan Zumtaugwald, P. e J.-M. Perren
- 9 de agosto de 1880 - a imponente face nordeste pelos irmãos Kalbermatten, mesmo se na descida foram apanhados por uma avalancha da qual se conseguiram escapar
- Agosto de 1890 - cimo oriental pela vertente norte, por L. Normand-Neruda com os guias Christian Klucker e J. Reinstadler
- 11 de Março de 1956 - a primeira invernal da vertente norte por C. Fosson e O. Frachey3.

## Acesso
A via de montanha normal passa pelo Colo do Lys acessível pela cabana Giovanni Gnifetti (3650 m) ou pela cabana do Monte Rosa.